# Bivouac Buffa di Perrero
Le bivouac Buffa di Perrero, en italien Bivacco Buffa di Perrero, est un refuge de montagne d'Italie situé dans les Dolomites,. Il est intégralement logé dans une paroi rocheuse près du monte Cristallo, à 2 760 mètres d'altitude.

## Histoire

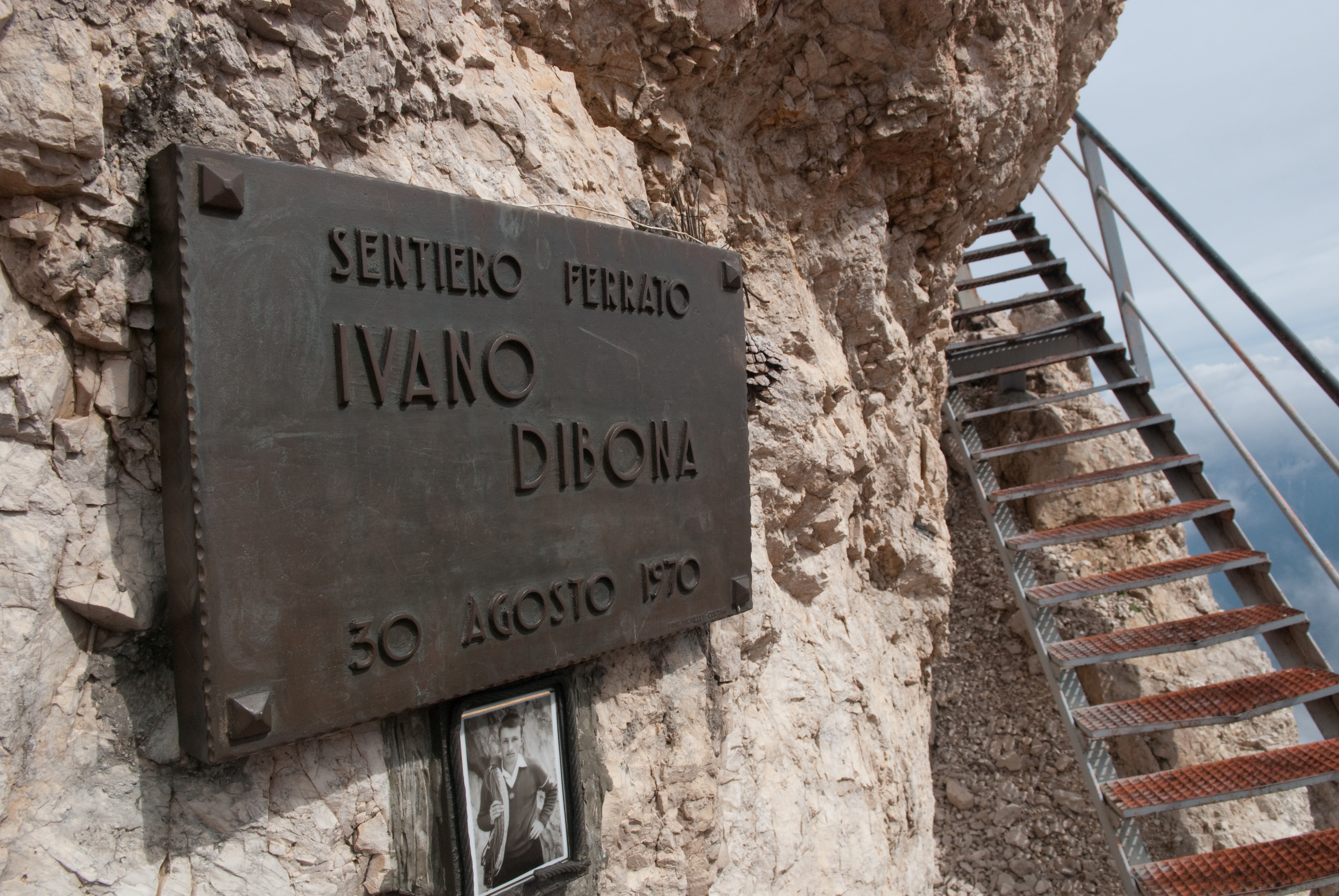
Plaque au début de la via ferrata Ivano Dibona.

C'est une des anciennes casernes laissées par les troupes alpines italiennes de la Première Guerre mondiale. Il est nommé en l'honneur du colonel alpin Carlo Buffa di Perrero tombé pendant les combats. Seule la façade en pierre de taille et le toit ont été construits, les autres murs latéraux et le sol étant constitués de la paroi rocheuse taillée. Il est accessible par la via ferrata Ivano Dibona construite entre 1969 et 1970 en mémoire de l'alpiniste Ivano Dibona.